# Rue Louis-Blanc (Saint-Ouen-sur-Seine)
Pour les articles homonymes, voir rue Louis-Blanc, Louis Blanc (homonymie) et Blanc (homonymie).
La rue Louis-Blanc est une voie publique de Saint-Ouen-sur-Seine, dans le département de la Seine-Saint-Denis.

## Situation et accès
La rue Louis-Blanc relie l'avenue Gabriel-Péri au boulevard Victor-Hugo.
A son extrémité sud, à l'angle avec l'avenue Gabriel-Péri, elle est desservie par la station de métro Garibaldi, où elle est prolongée par la rue Charles-Schmidt.

## Origine du nom
Son nom actuel est en référence à Louis Blanc, journaliste et historien français, membre du gouvernement provisoire de 1848, député sous la Troisième République.

## Historique

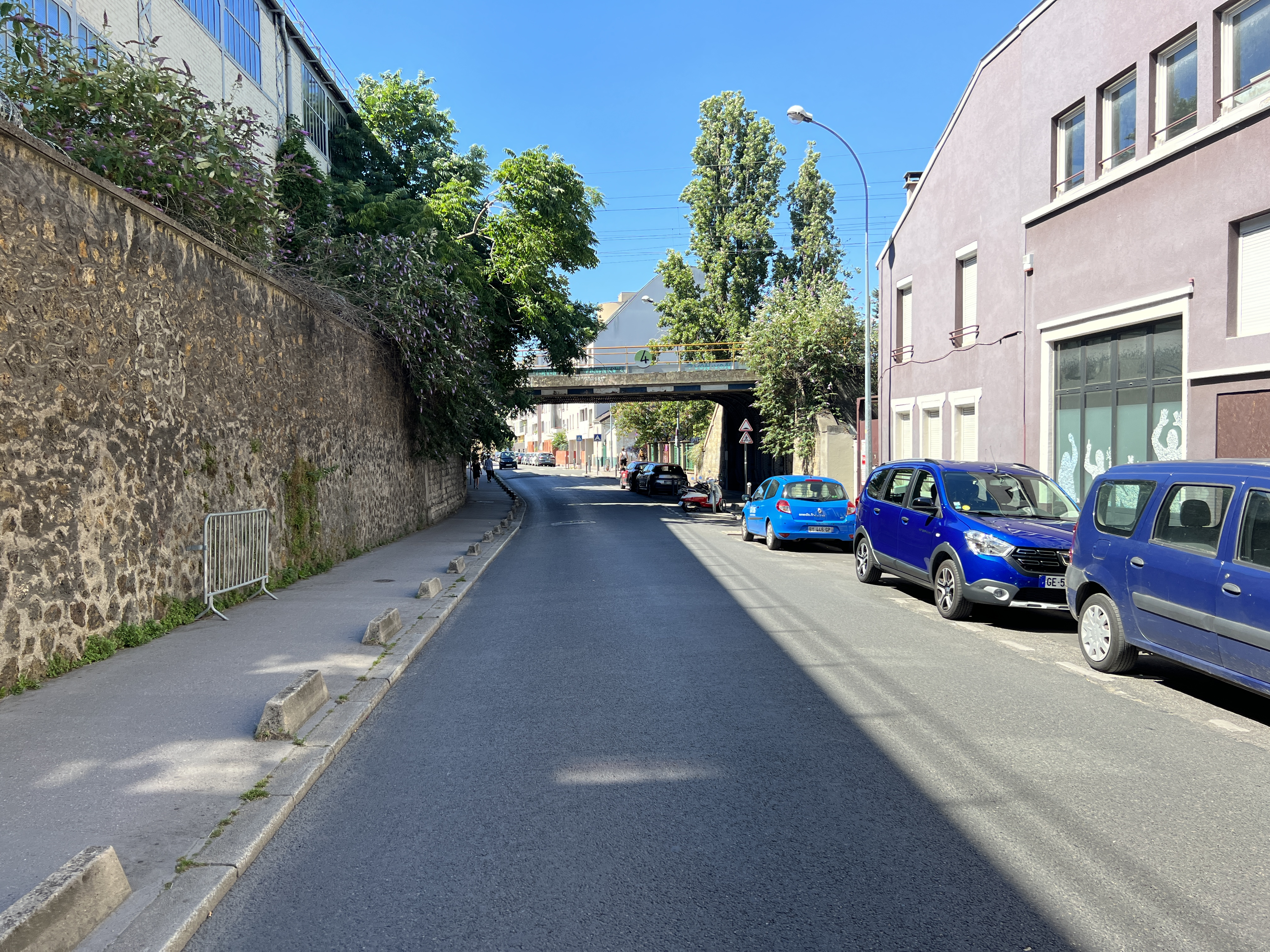
La rue en juillet 2022.

La rue Louis-Blanc permettait l'accès à la gare de Saint-Ouen-Garibaldi, en service entre 1972 et 1988. La rampe d'accès et l'escalier existent encore de nos jours.

## Bâtiments remarquables et lieux de mémoire
A son extrémité sud se situe l'église Notre-Dame-du-Rosaire de Saint-Ouen, et le square Marmottan. Elle borde également l'usine PSA de Saint-Ouen.